# Ferrari SF90
El Ferrari SF90 fue un monoplaza de Fórmula 1 diseñado por la Scuderia Ferrari para competir en la temporada 2019. La unidad de potencia, el sistema de transmisión de ocho velocidades y el sistema de recuperación de energía son de Ferrari. El coche fue conducido por el alemán Sebastian Vettel y por el monegasco Charles Leclerc, cuando hizo su debut en la escudería italiana.

## Resultados

### Fórmula 1
(Clave) (negrita indica pole position) (cursiva indica vuelta rápida)

| Año     | Motor    | Neu. | N.º | Pilotos          | 1   | 2   | 3   | 4   | 5   | 6   | 7   | 8   | 9   | 10  | 11  | 12  | 13  | 14  | 15  | 16  | 17  | 18  | 19  | 20  | 21  | Puntos | Pos. |
| ------- | -------- | ---- | --- | ---------------- | --- | --- | --- | --- | --- | --- | --- | --- | --- | --- | --- | --- | --- | --- | --- | --- | --- | --- | --- | --- | --- | ------ | ---- |
| 2019    | 064 V6 t | P    |     |                  | AUS | BHR | CHN | AZE | ESP | MON | CAN | FRA | AUT | GBR | GER | HUN | BEL | ITA | SIN | RUS | JPN | MEX | USA | BRA | ABU | 504    | 2.º  |
| 2019    | 064 V6 t | P    | 5   | Sebastian Vettel | 4   | 5   | 3   | 3   | 4   | 2   | 2   | 5   | 4   | 16  | 2   | 3   | 4   | 13  | 1   | Ret | 2   | 2   | Ret | 17† | 5   | 504    | 2.º  |
| 2019    | 064 V6 t | P    | 16  | Charles Leclerc  | 5   | 3   | 5   | 5   | 5   | Ret | 3   | 3   | 2   | 3   | Ret | 4   | 1   | 1   | 2   | 3   | 6   | 4   | 4   | 18† | 3   | 504    | 2.º  |
| Fuente: |          |      |     |                  |     |     |     |     |     |     |     |     |     |     |     |     |     |     |     |     |     |     |     |     |     |        |      |